# China Gate (film, 1998)
Pour les articles homonymes, voir China Gate.
China Gate est un film indien réalisé par Rajkumar Santoshi, sorti en 1998.
C'est un remake du film Les Sept Samouraïs de Kurosawa. Les principaux interprètes du film sont Samir Soni, Om Puri et Amrish Puri.

## Fiche technique
- Réalisation : Rajkumar Santoshi
- Dialogues : Vijay Deveshwar, K.K. Raina
- Scénario : Anjum Rajabali, Rajkumar Santoshi, K.K. Raina
- Musique : Vanraj Bhatia, Anu Malik
- Date de sortie : 1998

## Distribution
- Samir Soni : Uditanshu "Udit" Tandon
- Om Puri : Col. Krishnakanth Puri
- Amrish Puri : Col. Keval Krishan Puri
- Naseeruddin Shah : Major Sarfaraz Khan
- Danny Denzongpa : Major Ranjir Singh Gurung
- Kulbhushan Kharbanda : Major Kulbhushan Gupta
- Tinu Anand : Major B'John
- Viju Khote : Ghanshyam
- Jagdeep : Subedar Ramaiyah
- Mamta Kulkarni: Sandhya Rajan
- Mukesh Tiwari : Jageera
- Paresh Rawal: Inspecteur Barot
- Ila Arun : Sandhya's Mother
- Shivaji Satham : Gopinath
- Anjan Srivastav : Pandey/DK
- Razak Khan : Sadhuram (Villager)
- Anupam Kher
- Urmila Matondkar
- Girish Karnad